# Iroquoiens du Saint-Laurent
Ne doit pas être confondu avec Iroquois.

Territoire occupé par les Iroquoiens du Saint-Laurent, vers 1535.

Les Iroquoiens du Saint-Laurent forment une nation autochtone apparentée à celles des autres peuples iroquoiens de l’Amérique du Nord-Est. Ils s’y établissent durablement après les grandes glaciations, soit il y a environ 10 000 ans.
Jusque vers les années 1550 à 1580, ils vivent aux abords du fleuve Saint-Laurent dans les provinces actuelles du Québec et de l’Ontario, au Canada, et dans l’État de New York aux États-Unis. Lors du retour des Français en 1603, les villages dans lesquels ils se trouvent une soixantaine d'années plus tôt ont disparu.
Les Iroquoiens du Saint-Laurent pratiquent un mode de vie semi-sédentaire, en vivant des fruits de l’horticulture, notamment de la culture intensive du maïs, des courges et des haricots grimpants (les trois sœurs), mais aussi du tournesol.
La Laurentie iroquoienne est parsemée de dizaines de villages, munis parfois de palissades et pouvant abriter jusqu’à au moins 2 000 personnes. Le village d’Hochelaga (aujourd’hui Montréal) en constitue le cœur. Des études récentes ont recensé près de 200 sites iroquoiens au Québec, en Ontario et dans l’État de New York.
Au début du 16e siècle, la population de tous les peuples iroquoiens de l’Amérique du Nord-Est est estimée à environ 120 000 personnes, répartie au sein d’au moins 25 nations, dont fait partie celle des Iroquoiens du Saint-Laurent. Les historiens estiment la population de la Laurentie iroquoienne à près de 10 000 personnes.
La disparition des Iroquoiens du Saint-Laurent, du moins comme membres d’une nation distincte, est plutôt inédite et précède la fondation de la Nouvelle-France par Samuel de Champlain au 17e siècle.
Les Iroquoiens du Saint-Laurent ont laissé des marques importantes dans les paysages historiques et archéologiques du Québec, notamment à Verdun et à Pointe-aux-Trembles sur l'île de Montréal, en Montérégie, à Québec et en Gaspésie. Aujourd’hui disparus, ils ne comptent pas parmi les 11 nations autochtones reconnues officiellement par le gouvernement du Québec depuis 1985.

## La grande famille linguistique iroquoienne

### Une appartenance culturelle
Les connaissances sur les Iroquoiens du Saint-Laurent proviennent d’études récentes en archéologie et en linguistique comparée, mais aussi des écrits de l’explorateur français Jacques Cartier qui les rencontre entre 1534 et 1542.
Aucune trace de leur ethnonyme n’a été découverte, jusqu’à ce jour. Des peuples algonquiens les désignent néanmoins, dans leur langue, comme les « Nadoueks », selon l’historien Georges Sioui.

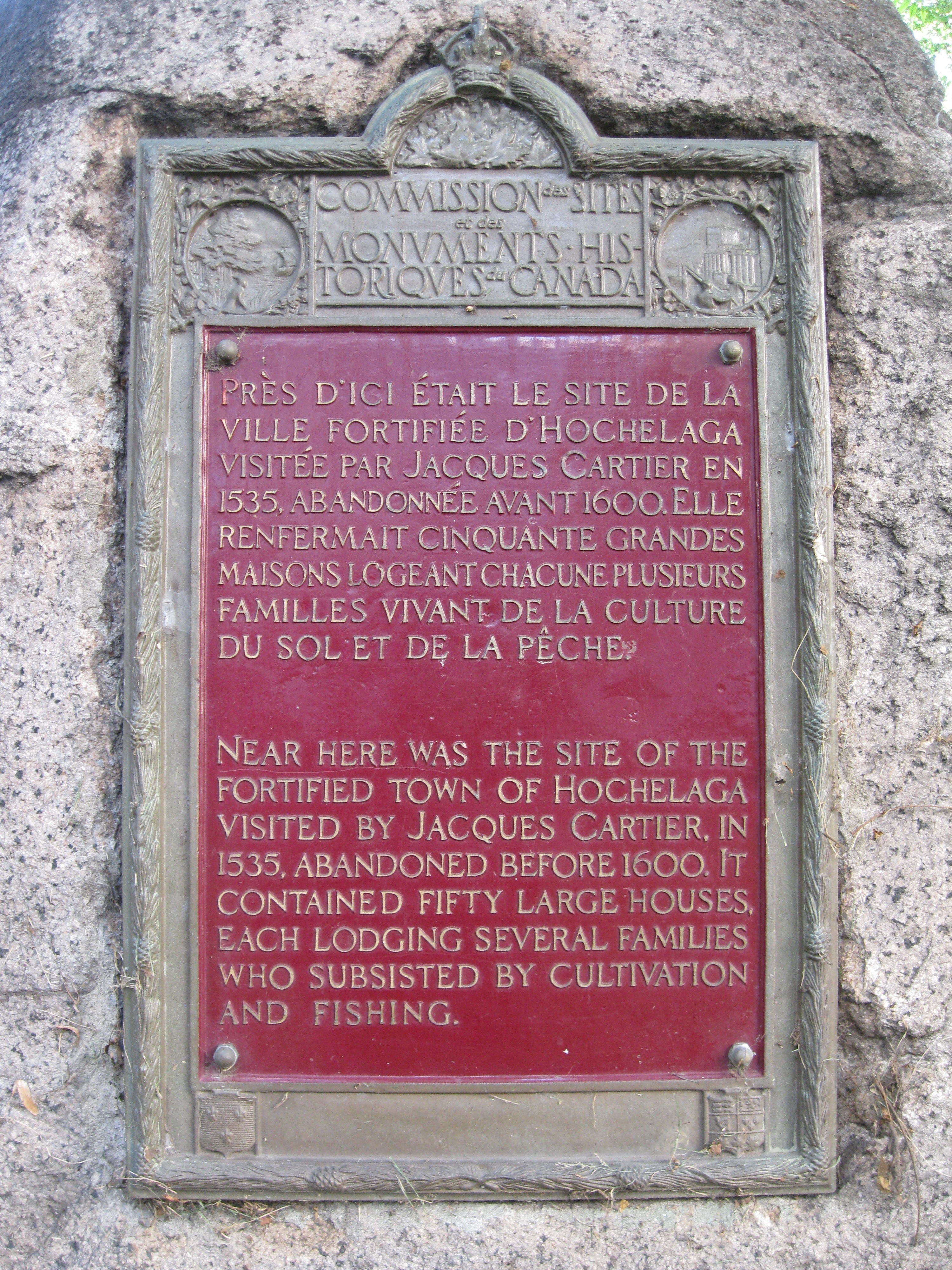
Plaque historique de Parcs Canada, à l'entrée principale de l'Université McGill, Montréal, Québec.

Les Iroquoiens du Saint-Laurent habitent des villages importants, dont celui imposant d’Hochelaga, au pied du mont Royal. Ils ont une culture et un mode de vie semblables à ceux des deux plus puissantes confédérations iroquoiennes de leur temps, soit celles des Hurons-Wendats et des Haudenosaunee.
Au 16e siècle, les Hurons-Wendats habitent le territoire actuel de l’Ontario et rassemblent plusieurs nations, tout comme les Haudenosaunee (ou « Peuples de la maison longue ») qui vivent dans ce qui deviendra l’État de New York, aux États-Unis. Les Haudenosaunee forment la Confédération des Cinq nations (aussi appelée la Confédération des Iroquois), dont la nation la plus importante est celle des Mohawks (Kanien'kehà:ka ou « Gens du silex »).
La langue des Iroquoiens du Saint-Laurent, souvent appelée le laurentien par les linguistes, fait partie de la famille des langues iroquoiennes, qui comprend le mohawk (ou kanien’kéha) et le wendat.
La connaissance de la langue des Iroquoiens du Saint-Laurent est limitée et se résume à une liste de 200 mots dressée par Jacques Cartier. Il est bien possible que les Iroquoiens de la vallée du Saint-Laurent, dont le territoire s'étend sur près de 600 km, aient pu parler plusieurs dialectes.
Denys Delâge, spécialiste de l’histoire autochtone, mentionne que « les Iroquoïens du Saint-Laurent se distinguaient des Hurons et des Iroquois [Mohawks] par deux choses. Ils avaient un style de poterie bien à eux et on sait aussi par des écrits laissés par Cartier que leur langue était différente. Ils n’avaient pas la même façon de compter de 1 à 10, par exemple. »
Un mot de la langue des Iroquoiens du Saint-Laurent est toujours en usage : le mot « canada », qui signifie « village » pour les Iroquoiens du Saint-Laurent de Stadaconé. Par ailleurs, les langues innu, mohawk et oneida ont toutes les trois un mot similaire qui signifie « village ». En mohawk moderne, on l’écrit kaná:ta.

### Un mode de vie semi-sédentaire
Article détaillé : Peuples iroquoiens

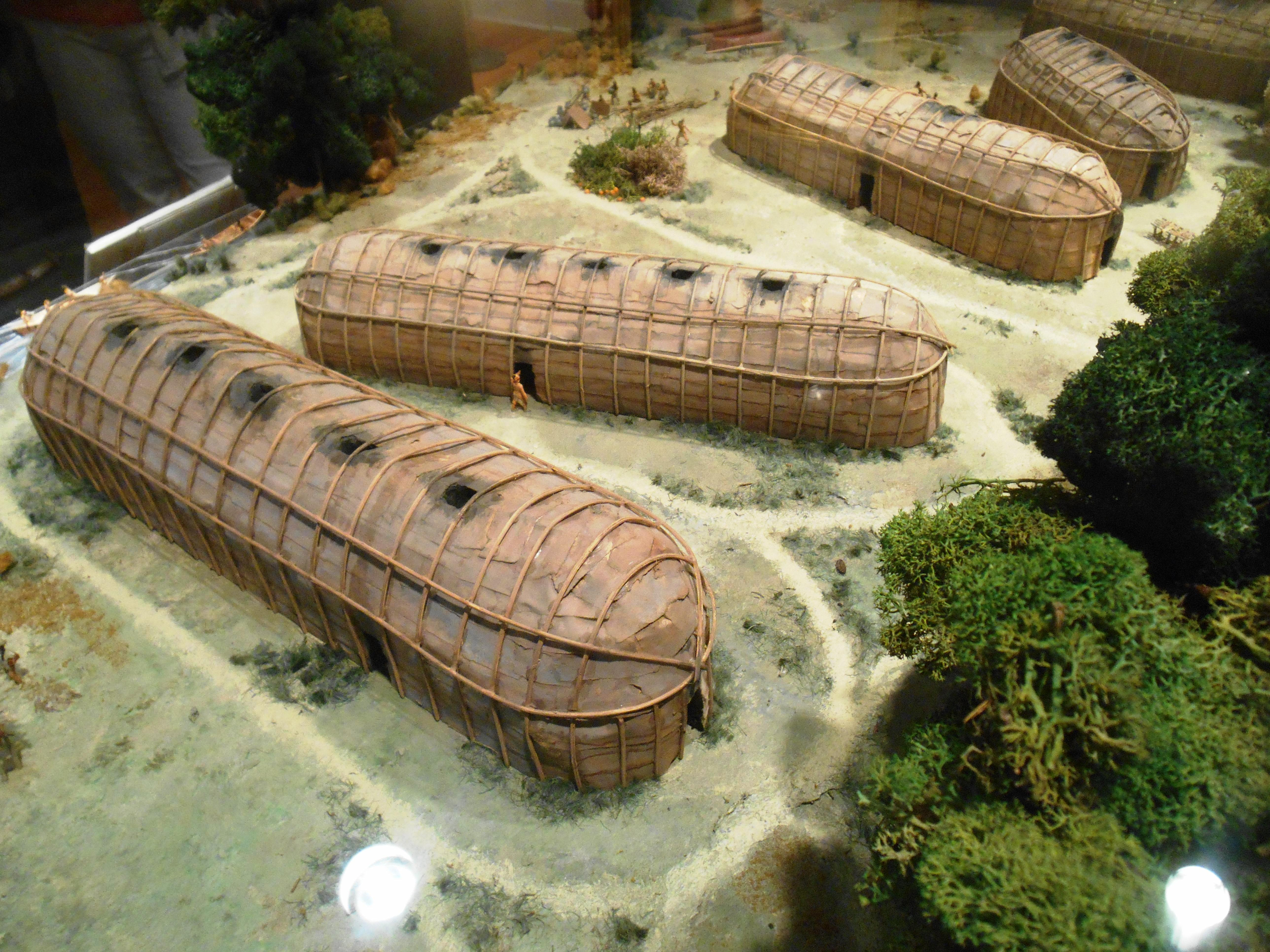
Maisons longues iroquoiennes.

La redistribution des ressources est importante dans l’organisation sociale des peuples autochtones, et les Iroquoiens du Saint-Laurent ne font pas exception. Les richesses personnelles et la recherche du profit ne sont pas des valeurs prisées.
Les Iroquoiens de la vallée du Saint-Laurent vivent en communauté, et plusieurs familles habitent dans une même maison longue. Les demeures sont parfois protégées du vent, des animaux sauvages et des autres nations iroquoiennes ou algonquiennes, par des palissades. D'une largeur de six à sept mètres, la longueur d’une maison longue dépend du nombre de familles à accueillir. Elle peut atteindre plus de trente mètres afin d'abriter jusqu'à une dizaine de familles se partageant cinq foyers.
Contrairement aux Algonquiens, qui sont semi-nomades et obéissent parfois à une structure patrilinéaire, les Iroquoiens forment des communautés semi-sédentaires. Leur filiation est de type matrilinéaire, c’est-à-dire que ce sont les femmes qui endossent le rôle principal.
Lorsqu’un jeune couple se marie, c’est l’homme qui doit quitter sa famille afin de rejoindre le clan de sa femme, contrairement à ce qui se passe au sein des sociétés algonquiennes.
Les femmes veillent à l’éducation des enfants, qui appartiennent toujours au clan maternel, et entretiennent la maison en plus de gérer l’ensemble du processus agricole, des semailles jusqu’à la récolte, à l’exception du défrichage mené par les hommes. Elles se réunissent et prennent des décisions pour le bien du village, quoique le commerce et la conduite de la guerre sont pris en charge par les hommes.  
L’alimentation des Iroquoiens ne se limite pas aux produits de l’agriculture, dont le maïs constitue une denrée quotidienne : ils se nourrissent aussi de poissons, d’anguilles, de loups marins et de viande d’animaux divers. Les hommes quittent le village pendant de nombreuses semaines, en hiver, pour la chasse.

### Le grand village d'Hochelaga
Article détaillé : Hochelaga (village)
Lors de son deuxième voyage en Amérique du Nord, en 1535-1536, l'explorateur français Jacques Cartier repère plusieurs villages iroquoiens sur la rive nord du fleuve, dont ceux de Stadaconé (Québec) et de Hochelaga (Montréal).
Le village de Hochelaga compte alors quelque 50 maisons longues et on estime sa population à près de 2 000 habitants.
Selon le Brief récit de la navigation faicte es ysles de Canada de Jacques Cartier, le village est situé au pied du mont Royal (ainsi nommé en l’honneur du roi François Ier). La localisation exacte d’Hochelaga demeure, comme celle de Stadaconé d’ailleurs, inconnue.
L’ethnohistorien Roland Viau mentionne que plusieurs études ont tour à tour tenté de situer Hochelaga au parc Outremont et au parc Pratt, dans l’arrondissement actuel d’Outremont ; au parc Jeanne-Mance et au lac aux Castors dans l’arrondissement du Plateau-Mont-Royal ; ou sur la terrasse du mont Royal près de l’avenue du Docteur-Penfield. Les hypothèses sont nombreuses, mais l’endroit exact de Minitik outen entagougiban ou « là où il y avait un bourg » en langue algonquienne, demeure un mystère.
Deux avenues sont généralement évoquées pour tenter d’évaluer l’emplacement d’Hochelaga, selon le chemin qu’aurait emprunté Jacques Cartier en octobre 1535 :
- Hochelaga était peut-être situé près de l’actuelle Université McGill, au sud du mont Royal, si Cartier a pris la route du fleuve Saint-Laurent ;
- Hochelaga était peut-être situé dans l’arrondissement Outremont, au nord du mont Royal, si Cartier a plutôt emprunté la rivière des Prairies, qui coule au nord de l'île de Montréal[21].

Hochelaga, à l’instar de la Laurentie iroquoienne, disparaîtra complètement après 1550. Les Iroquoiens du Saint-Laurent (comme les autres Iroquoiens de l’Amérique du Nord) étaient semi-sédentaires : ils déménageaient tous les 10 à 30 ans, suivant l’épuisement des sols. Ainsi, il est possible que le village d’Hochelaga ait pu être démantelé pour cette raison, bien que des guerres ou des épidémies puissent aussi expliquer la dissolution du village.

## La Laurentie iroquoienne au 16esiècle

### Les contacts avec les Européens
L’agouhanna Donnacona, chef iroquoien de Stadaconé, est l’une des figures les plus importantes de la nation des Iroquoiens du Saint-Laurent au 16e siècle. Sa rencontre avec les Français est cruciale et controversée, puisque Donnacona est mort en France à la suite de son enlèvement par Jacques Cartier en 1536.
En juillet 1534, Jacques Cartier pose le pied à Hoguendo (baie de Gaspé) et y plante une croix au nom du roi François Ier. Donnacona et quelque 200 villageois de Stadaconé y étaient venus pêcher, comme à l’habitude pendant l’été.
Même si leur accueil est d’abord favorable (les autochtones avaient l’habitude de commercer avec des pêcheurs européens bien avant 1534), l’érection de la croix dérange les Stadaconéens et leur chef Donnacona.

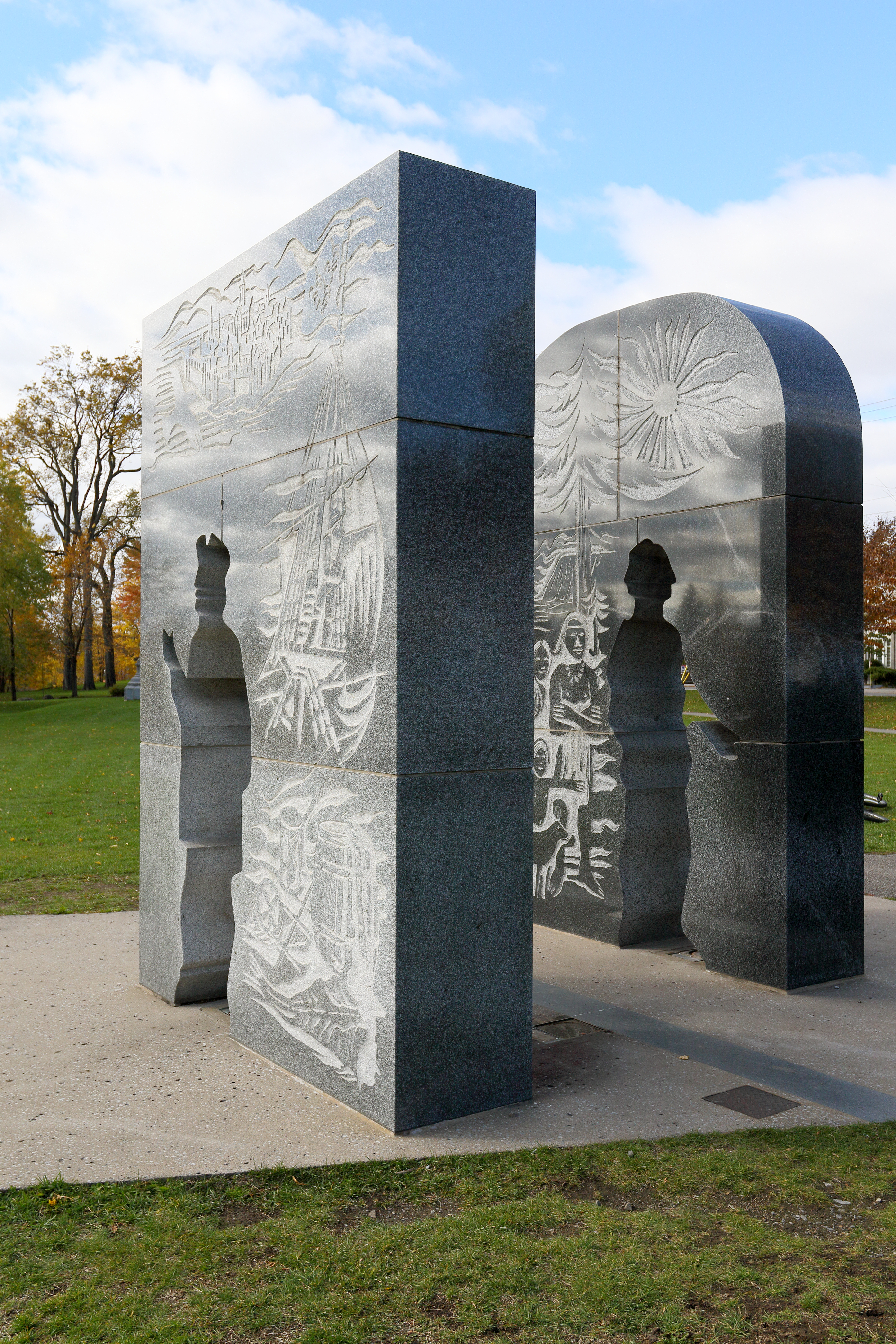
Monument commémoratif de Jacques Cartier et Donnacona. Œuvre inaugurée au parc historique national Cartier-Brébeuf le 11 octobre 1987.

En 1534, Cartier kidnappe Domagaya et Taignoagny, deux fils de Donnacona, et les emmène en France.
Cartier est de retour en 1535-1536, cette fois accompagné d’une flotte de 3 navires et 112 hommes.
Donnacona retrouve ses fils le 8 septembre 1535, mais les suspicions gênent les échanges. Des tensions éclatent du 15 au 17 septembre entre Cartier et les fils de Donnacona, comme l’explique Denys Delâge : « Aussi, de retour en 1535, ces derniers [Domagaya et Taignoagny] s’empresseront-ils de leur dire [à leurs compatriotes] qu’on les vole à l’échange et qu’on ne leur donne que des objets de peu de valeur. » L’intervention des chamans iroquoiens calme les esprits.
Cartier souhaite aussi aller à Hochelaga, ce à quoi s’objectent les Stadaconéens. Pour l’ethnologue Gilles Bibeau, « un climat de méfiance s’est installé dans la relation entre les Français et les Stadaconéens après que Cartier eut décidé de quitter rapidement Stadaconé et de partir pour Hochelaga, sans qu’il ait obtenu préalablement la permission de le faire. »
Les Français découvrent Hochelaga en octobre 1535, mais le retour de Cartier à Stadaconé cause des remous. Les Iroquoiens du Saint-Laurent lui parlent d’un royaume de Saguenay, et l’explorateur français insiste pour découvrir cet endroit où l’or, l’argent, les rubis et autres richesses minérales abonderaient.
L’enlèvement de Donnacona, de ses deux fils et de sept autres captifs iroquoiens, en mai 1536, alimente les tensions. Cartier reviendra d’ailleurs sans Donnacona en 1541.
Cinq de ses navires chargés de centaines de personnes, d’animaux et de vivres débarquent à Stadaconé, à l’été 1541. Cette fois, le but est d’établir une colonie française en Amérique.

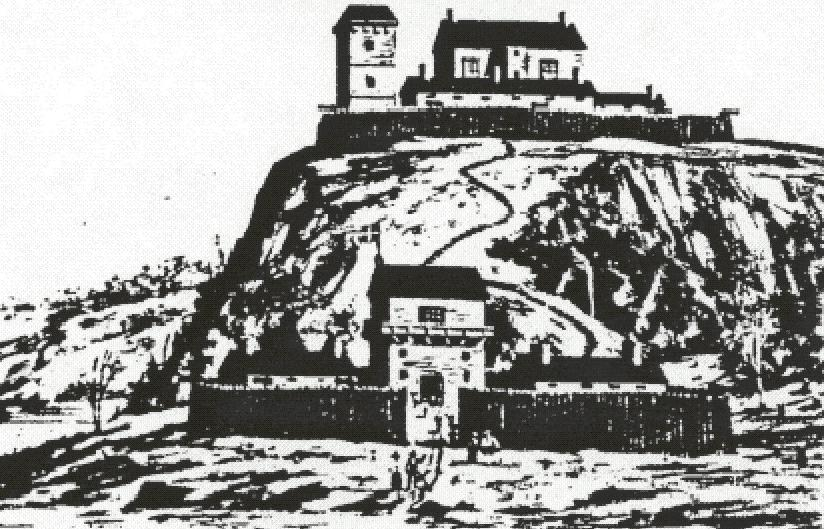
Iconographie représentant le Fort Charlesbourg-Royal situé en Nouvelle-France en 1542.

Cartier et ses hommes construisent une habitation fortifiée qu’il nomme Charlesbourg-Royal. C’est le début d’une « colonisation temporaire mais intense des Français sous Cartier et Roberval au cap Rouge, en 1541-1543. »
La tentative de colonisation menée par l’aristocrate et militaire Jean-François de La Rocque de Roberval connaîtra le même sort que celle de Cartier. Mandaté par le roi de France, Roberval passe 11 mois à France-Roy, une citadelle française qu’il fait construire à même Stadaconé. L’hostilité des Iroquoiens du Saint-Laurent fait échouer les entreprises colonisatrices de Cartier et de Roberval.
En tout, l’ethnohistorien Roland Viau estime qu’il y a près de 600 Français qui fouleront le sol de Stadaconé entre 1541 et 1543, alors que le village iroquoien ne compte probablement pas plus de 800 habitants.
Les essais de colonisation française seront suspendus pendant tout le reste du 16e siècle, pour ne redémarrer qu’en 1603, avec l’arrivée de Samuel de Champlain et de François Gravé, sieur du Pont.
Il n'y a plus aucune trace des Iroquoiens du Saint-Laurent rencontrés par Jacques Cartier lorsque Champlain fonde l’Abitation de Québec, en 1608 : « Il ne restera personne de ce peuple qui vivait dans des villages sur les rives du Saint-Laurent, qui cultivait le blé d’Inde [maïs], le haricot, le tabac, la courge et le tournesol. »
Le territoire, anciennement occupé par les Iroquoiens du Saint-Laurent, est bien sûr toujours sillonné par les autochtones, notamment par les Algonquiens de la nation des Innus, qui y pêchent et y troquent en été.

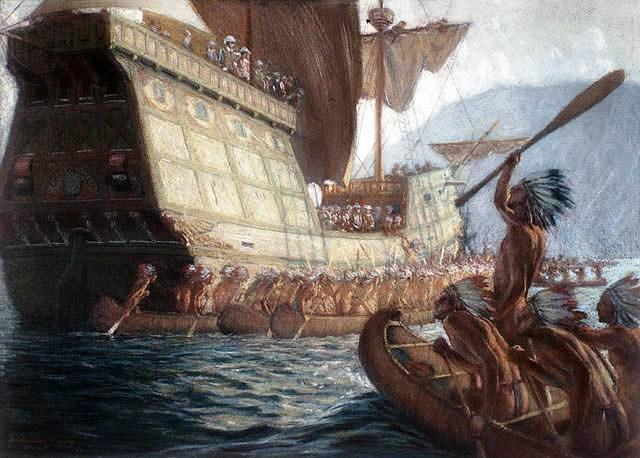
Des autochtones accueillent Samuel de Champlain, à bord du Don de Dieu, lors de son arrivée à Québec en 1608. Cette image est cependant une représentation fictive puisque lors de son premier voyage à Québec, Champlain s'est arrêté à Tadoussac avec son navire et a poursuivi vers Québec en barque pour y arriver le 3 juillet 1608.

Ce sont d’ailleurs les Innus, ayant à leur tête le sagamo Anadabijou, qui invitent les Français à rester à Tadoussac au début du 17e siècle.

### La disparition de la Laurentie iroquoienne
La disparition de la Laurentie iroquoienne entre le départ de Roberval en 1543 et l’arrivée de Champlain en 1603 demeure une énigme. Deux hypothèses retiennent davantage l’attention de la communauté de recherche. Il est avancé que les Iroquoiens du Saint-Laurent ont pu :
- se fondre (volontairement ou non) à d’autres nations autochtones après 1550, à la suite des conflits opposant les confédérations iroquoiennes. Ils se seraient ainsi joints aux Hurons-Wendat (dans l’Ontario actuel) ou aux Haudenosaunee (dans l’actuel État de New York) ou même à des voisins algonquiens[38] ;
- périr au contact de maladies européennes pour lesquels ils n’étaient pas immunisés[39].

Au milieu du 16e siècle, la vallée du Saint-Laurent est une zone commerciale convoitée, et les Iroquoiens du Saint-Laurent en auraient peut-être payé le prix. Des guerres entre nations autochtones, pour le monopole du commerce avec les Européens, ont pu jouer un rôle dans la disparition de la nation des Iroquoiens du Saint-Laurent.
Les Iroquoiens du Saint-Laurent contrôlent la circulation et la diffusion des outils de métal en provenance d’Europe et leurs villages occupent une place stratégique. Les Hurons-Wendat et les Mohawks de la Confédération des Haudenosaunee auraient cherché à contrôler le commerce. La défense ou le réseau d’alliance déficients des Iroquoiens du Saint-Laurent auraient pu encourager les attaques de la part des Hurons-Wendat ou des Mohawks.  
Des indices laissent croire que des survivants de potentiels conflits ont trouvé refuge chez les Hurons-Wendat, les Mohawks et les Algonquins.
Les épidémies ont pu également jouer un rôle important dans la dissolution de la Laurentie iroquoienne, comme l’explique Roland Viau : « Nous avançons qu’il y aurait eu plus de victimes de maladies d’un genre nouveau (probables “maladies contagieuses de masse”) que par faits de guerre ou de combats. » De plus, « il n’est pas absolument exclu (“improbable” ne signifie pas “impossible”) que les chamans de Stadaconé et d’Hochelaga aient fait courir le bruit selon lequel les lieux étaient désormais soumis à l’effet d’un sortilège. »
En somme, entre 1550 et 1580, les villages des Iroquoiens du Saint-Laurent disparaissent complètement du territoire. C’est la dissolution de la nation des Iroquoiens du Saint-Laurent, même s’il est probable que plusieurs de ses membres lui ont survécu en se joignant à d’autres nations autochtones voisines, iroquoiennes ou algonquiennes.